# Arterias gástricas cortas
Las arterias gástricas cortas son de cinco a siete pequeñas ramas arteriales que se originan en las ramas de división de la arteria esplénica en el hilio del bazo.

## Trayecto
Se dirigen de izquierda a derecha, entre las capas del ligamento gastro-esplénico, y se distribuyen hacia la curvatura mayor del estómago, anastomosándose con ramas de las arterias gástrica izquierda y gastro-omental izquierda.
A diferencia de las arterias gastro-omentales y las arterias gástricas derecha e izquierda, las arterias gástricas cortas tienen pobres anastomosis si se bloquea la arteria esplénica.

## Ramas
Presenta ramas para el estómago.

## Distribución
Pasan al epiplón gastroesplénico (ligamento gastro-esplénico) y llegan a las dos caras de la tuberosidad mayor del estómago o fundus gástrico.

Suministro sanguíneo al estómago: arteria gástrica izquierda y derecha, arteria gastro-omental izquierda y derecha, y arterias gástricas cortas.